# تمويل الرعاية الصحية في الولايات المتحدة
يناقش تمويل الرعاية الصحية في الولايات المتحدة كيفية حصول الأميركيين على الرعاية الصحية ودفع تكاليفها، ولماذا تعتبر تكاليف الرعاية الصحية في الولايات المتحدة الأعلى والأكثر تكلفة في العالم استنادًا إلى مقاييس متنوعة.

## نظرة عامة
النظام الأمريكي مزيجٌ من التأمين العام والتأمين الخاص. توفّر الحكومة تغطية تأمينية لحوالي 53 مليون مسنّ عبر ميديكير، و 62 مليون شخص من ذوي الدخل المحدود عبر ميديكيد، و 15 مليونًا من قدامى المحاربين عبر إدارة المحاربين القدامى. يتلقى حوالي 178 مليون شخص يعملون لدى الشركات تأمينًا صحيًا مدعومًا من خلال صاحب العمل، في حين يشتري 52 مليون شخص آخر التأمين مباشرة إما عن طريق السوق المدعومة التي طُوّرت كجزء من قانون الرعاية بأسعار معقولة أو من شركات التأمين مباشرةً. يقدّم القطاع الخاص خدمات الرعاية الصحية، باستثناء إدارة المحاربين القدامى، إذ يعمل الأطباء لصالح الحكومة.
ذكرت مراكز الرعاية الطبية التابعة لميديكير وميديكإيد أن تكاليف الرعاية الصحية في الولايات المتحدة ارتفعت بنسبة 5.8% لتصل إلى 3.2 تريليون دولار عام 2015، أو 9,990 دولار للشخص الواحد. وفقًا لحسابات ميديكير وميديكإيد، كان نصيب الاقتصاد الأمريكي المخصص للإنفاق على الرعاية الصحية 17.8% من الناتج المحلي الإجمالي عام 2015، مرتفعًا من 17.4%  عام 2014. كانت الزيادة هذه مدفوعة بتوسع التغطية الذي بدأ تطبيقه عام 2014 نتيجة قانون الرعاية الصحية الأمريكي «أوباما كير».
تكاليف الرعاية الصحية في الولايات المتحدة أعلى بكثير منها في الدول الأخرى كحصة من الناتج المحلي الإجمالي، من بين مقاييس أخرى. وفقًا لمنظمة التعاون الاقتصادي والتنمية، فإن تكاليف الرعاية الصحية في الولايات المتحدة عام 2015 كانت تشكّل 16.9% من الناتج المحلي الإجمالي، أعلى بـ 5% من الناتج المحلي الإجمالي لثاني أغلى دولة في منظمة التعاون الاقتصادي والتنمية. تعادل الفجوة بنسبة 5% من الناتج المحلي الإجمالي 1 تريليون دولار، أو حوالي 3000 دولار للشخص الواحد بالنسبة للبلد صاحب ثاني أعلى تكلفة. بمعنى آخر، سيتعين على الولايات المتحدة خفض تكاليف الرعاية الصحية بمقدار الثلث تقريبًا لتكون قادرة على المنافسة مع ثاني أكثر دولة غلاءً.
أسباب ارتفاع التكاليف عن البلدان الأخرى تشمل ارتفاع التكاليف الإدارية والإنفاق الأكبر على نفس الخدمات (أي ارتفاع الأسعار لكل وحدة) وتلقي وحدات رعاية طبية أكثر للفرد مقارنة بالبلدان الأخرى وتغير التكلفة بحسب موقع المستشفى الجغرافي دون تغير النتائج ومستويات دخل الفرد الأكثر ارتفاعًا والتدخل الحكومي الأقل فعالية لخفض التكاليف. يتركز الإنفاق بشدة عند المرضى الأشد مرضًا. أفاد معهد الطب في سبتمبر من العام 2012 أن حوالي 750 مليار دولار سنويًا من تكاليف الرعاية الصحية بالولايات المتحدة يمكن تجنبها وهي تعتبر مهدورةً. يشمل هذا الهدر: الخدمات غير الضرورية (210 مليار دولار سنويًا)، عدم كفاءة تقديم الرعاية (130 مليار دولار)، التكاليف الإدارية الزائدة (190 مليار دولار)، أسعار مضخمة (105 مليار دولار)، فشل الوقاية (55 مليار دولار)، والاحتيال (75 مليار دولار).
على الرغم من هذا الإنفاق، إلا أن جودة الرعاية الصحية منخفضة بشكل عام بحسب معايير منظمة التعاون الاقتصادي والتنمية. صنّف صندوق الكومنويلث الاستثماري الولايات المتحدة في المرتبة الأخيرة في جودة الرعاية الصحية بين البلدان المماثلة.
انخفضت نسبة الأشخاص الذين ليس لديهم تأمين صحي («غير المؤمن عليهم») من 13.3% عام 2013 إلى 8.8% عام 2016، ويرجع ذلك في المقام الأول إلى قانون أفوردبل كير أو الرعاية الطبية بأسعار معقولة. انخفض عدد غير المؤمن عليهم من 41.8 مليون شخص عام 2013 إلى 28.0 مليونًا عام 2016، بانخفاض يبلغ 13.8 مليون شخص. ارتفع عدد الأشخاص الذين لديهم تأمين (عام أو خاص) من 271.6 مليون عام 2013 إلى 292.3 مليون عام 2016، بزيادة قدرها 20.7 مليون شخص. عام 2016، كان ما يقرب 68% من الأمريكيين مؤمنين بتأمينات من شركات خاصة، في حين غطت خطط التأمينات الحكومية 37%. يجب الملاحظة هنا أن مجموع النسبتين لا يعني أن كل الأمريكيين مؤمّنين، لأن العديد من الأشخاص يمتلكون تأمينات حكومية وخاص بنفس الوقت.
من بين الأشخاص الذين يدفع صاحب عملهم تكلفة تأمينهم الصحي، قد يُطلب من الموظفين المساهمة بجزء من تكلفة هذا التأمين، بينما يختار صاحب العمل عادة شركة التأمين التي يريد التعاقض معها ويتفاوض مع شركة التأمين في حالة المجموعات الكبيرة. تدعم الحكومة التأمين الذي يدفعه صاحب العمل من خلال عدم احتساب الأقساط التي يدفعها هؤلاء في دخل الموظفين. خفضت التسهيلات الضريبية هذه إيرادات الضرائب الفيدرالية بمقدار 248 مليار دولار عام 2013، أو 1.5% من الناتج المحلي الإجمالي.
أفاد مكتب ميزانية الكونجرس غير الحزبي  في مارس من العام 2017 أن التضخم في تكاليف الرعاية الصحية وارتفاع معدل أعمار المواطنين (شيخوخة السكان) هي الأسباب الرئيسية لزيادة العجز في الميزانية مع مرور الوقت، إذ تستمر النفقات بالارتفاع بوتيرة أسرع من الإيرادات المرتبطة بالناتج المحلي الإجمالي. توقع مكتب ميزانية الكونغرس غير الحزبي سي بي أو أن يرتفع الإنفاق على برامج الرعاية الصحية الرئيسية (بما في ذلك ميديكير وميديكإيد) من 5.5% من الناتج المحلي الإجمالي للبلاد عام 2017 إلى 9.2% من الناتج المحلي الإجمالي بحلول عام 2047.

## الإنفاق

### كنسبة من الناتج المحلي الإجمالي
ذكرت مراكز الرعاية الطبية ميديكير وميديكإيد أن تكاليف الرعاية الصحية في الولايات المتحدة ارتفعت إلى 17.8% من الناتج المحلي الإجمالي عام 2015، مقارنة بـ 17.4% عام 2014. وكانت الزيادة مدفوعة بزيادة التغطية التي بدأت عام 2014 نتيجة لقانون الرعاية الطبية بأسعار معقولة إضافة إلى ارتفاع أسعار الرعاية الصحية لكل وحدة.
تكاليف الرعاية الصحية في الولايات المتحدة أعلى بكثير من الدول الأخرى كحصة من الناتج المحلي الإجمالي. بحسب لمنظمة التعاون الاقتصادي والتنمية، كانت تكاليف الرعاية الصحية في الولايات المتحدة عام 2015 تبلغ 16.9% من الناتج المحلي الإجمالي، بنسبة أعلى بأكثر من 5% من الناتج المحلي مقارنة بثاني أغلى بلد في منظمة التعاون والتنمية الاقتصادية. تعادل نسبة الـ5% هذه 1 تريليون دولار، أو 3000 دولار للشخص الواحد. بعبارة أخرى، سيتعين على الولايات المتحدة خفض تكاليف الرعاية الصحية بمقدار الثلث تقريبًا لتكون قادرة على المنافسة مع ثاني أعلى دولة تكلفةً في العالم.

### معدل الزيادة
ذكرت مراكز الرعاية ميديكير وميديكإيد عام 2013 أن معدل الزيادة في تكاليف الرعاية الصحية السنوية قد انخفض ابتداءً من عام 2002. مع ذلك، فإن التكاليف المرتبطة بالناتج المحلي الإجمالي ونسبتها للفرد الواحد استمرت بالارتفاع. بلغ متوسط الزيادة في التكلفة للفرد 5.4% منذ عام 2000.
وفقًا لبيانات الاحتياطي الفيدرالي، انخفضت معدلات التضخم السنوية للرعاية الصحية في العقود الأخيرة:
- 1970-1979: 7.8%
- 1980-1989: 8.3%
- 1990-1999: 5.3%
- 2000-2009: 4.1%
- 2010-2016: 3.0%.[15]

على الرغم من أن معدل التضخم هذا انخفض، فقد ظل بشكل عام أعلى من معدل النمو الاقتصادي، ما أدى إلى زيادة مطردة في النفقات الصحية نسبة للناتج المحلي الإجمالي من 6% عام 1970 إلى ما يقارب 18% عام 2015.

### كلفة الاستشفاء
وفقًا لتقرير صادر عن وكالة أبحاث الرعاية الصحية وجودتها، بلغ إجمالي تكاليف المستشفيات في الولايات المتحدة عام 2011 387.3 مليار دولار، بزيادة قدرها 63% منذ عام 1997 (عدّل الرقم مع أخذ التضخم بعين الاعتبار). ارتفعت تكاليف الإقامة في المستشفى بنسبة 47% منذ عام 1997، إذ بلغ متوسطها 10,000 دولار عام 2011.